# شورش ۱۳۷۱ مشهد

صفحه اول روزنامه خراسان در مورد حادثه شورش ۱۳۷۱ مشهد

صفحه اول روزنامه خراسان در مورد حادثه شورش ۱۳۷۱ مشهد

شورش ۱۳۷۱ مشهد نخستین شورش اجتماعی و اقتصادی بعد از انقلاب ۱۳۵۷ و یکی از شورش‌های دهه هفتاد در ایران بود. این شورش در اثر اعتراض حاشیه‌نشینان کوی طلاب شهر مشهد به جلوگیری شهرداری از ساخت خانه در زمین‌های کشاورزی در انتهای محله کوی طلاب در شمال شهر و تخریب خانه‌های ساخته شده و در بستر سیاست‌های تعدیل اقتصادی بدون توجه به معیشت و سفره اقشار محروم شروع و در نهایت به یک تظاهرات چند ده هزار نفری، با شعارهایی علیه مسئولان نظام جمهوری اسلامی ایران و حمله به اماکن دولتی در سرتاسر شهر تبدیل شد.
در جریان این شورش چندین بانک و مؤسسه اقتصادی وابسته به آستان قدس رضوی به آتش کشیده شد و ساختمان شهرداری مشهد و چندین ساختمان دولتی دیگر نیز توسط مردم غارت شد. با اعزام گسترده نیروهای امنیتی و سپاه پاسداران از تهران و استان‌های همجوار خراسان، شورش کوی طلاب سرکوب شد. دادگاه انقلاب مشهد به ریاست سید ابراهیم رئیسی، دادستان وقت تهران، چهارتن را به اعدام محکوم کرد.
در پایان دو روز شورش مشهد، شش نیروی امنیتی و سه نفر از مردم عادی کشته، سیصد نفر زندانی و به ارزش آن زمان ریال ایران، ۱۰ میلیارد خسارت به شهر وارد شد. همچنین علی جنتی اندکی بعد از سمت استانداری خراسان عزل شد.

## زمینه
اوایل دهه هفتاد خورشیدی، اجرای سیاست تعدیل اقتصادی در دولت سازندگی پس از جنگ ایران و عراق، باعث رشد تورم شد. نرخ تورم در سال ۷۰ به ۲۰٫۷ و تا سال ۷۴، به ۴۹٫۴ رسید. این بالاترین نرخ رسمی تورم در ایران تا آن زمان بود و شوک اقتصادی بزرگی بر اقتصاد ایران وارد کرد.
کوی طلاب به دلیل مجاورتش با حرم امام رضا از همان ابتدای پیروزی انقلاب ۵۷ و به دلیل تمایل عباس واعظ طبسی برای توسعه حرم، محل مناقشه اهالی و مسئولان شهری مشهد قرار داشت. تخریب خانه‌های حاشیه‌نشینان کوی طلاب در بستر اجرای سیاست‌های تعدیل اقتصادی در دوران ریاست جمهوری اکبر هاشمی رفسنجانی زمینه‌ساز این شورش شد.

## شورش
نهم خرداد سال ۱۳۷۱، علی جنتی، استاندار وقت استان خراسان، دستور تخریب مناطق حاشیه‌نشین مشهد بدون جایگزینی برای سکونت ساکنان فقیر این خانه‌ها را صادر می‌کند. نمایندگان ساکنان کوی طلاب که برای مذاکره به شهرداری رفته بودند در بازگشت با ماشین‌های تخریب شهرداری مواجه می‌شوند و با مأموران درگیر می‌شوند. مردم چند خودروی شهرداری را به آتش می‌کشند، نیروی انتظامی و کلانتری وارد مناقشه می‌شوند.
در جریان درگیری میان مأموران امنیتی و اهالی کوی طلاب دو کودک دانش‌آموز با شلیک مأموران امنیتی کشته می‌شوند. مردم جسد آنها را بر دوش گرفته و از محله طلاب به سوی مرکز شهر مشهد حرکت می‌کنند. در مسیر حرکت به تعداد جمعیت افزوده می‌شود و تظاهرات خشونت‌آمیز می‌شود، مردم سر راه به کلانتری ۳ و ۴ مشهد حمله و مأموران را خلع سلاح می‌کنند و جمعیت مسلح می‌شوند.
جمعیت خشمگین بر سر راه، ساختمان شهرداری را به آتش می‌کشند، سپس به سراغ ادارات دولتی می‌روند و از جمله به سازمان تبلیغات اسلامی، اداره دارایی و دادگستری حمله می‌کنند. مشهد کاملاً در دست معترضان می‌افتد و نیروهای اطلاعات و امنیتی و استانداری غافلگیر می‌شوند. به مرور آشوب و غارت تمام مناطق مرکزی مشهد را در بر می‌گیرد و تعاونی‌ها و فروشگاه‌ها غارت می‌شود.
شورای عالی امنیت ملی در جلسه خود روی برخورد با عوامل آشوب و شرارت در مشهد تأکید می‌کند. هاشمی رفسنجانی همان روز تلفنی با جنتی صحبت می‌کند. با اعزام گسترده نیروهای امنیتی و سپاه پاسداران از تهران و استان‌های همجوار خراسان، شورش کوی طلاب سرکوب می‌شود. در نهایت حدود ۸۰۰ نفر دستگیر و مدت‌ها مورد بازجویی قرار می‌گیرند.
سید ابراهیم رئیسی، دادستان انقلاب وقت تهران، به عنوان نماینده ویژه رئیس قوه قضائیه ایران به مشهد اعزام می‌شود. جواد گنج‌خانلو، غلامحسین پورشیرزاد، علی صادقی و حمید جاوید در یک دادگاه فوق‌العاده به اعدام محکوم شده و حکم آن‌ها توسط دیوان عالی کشور تأیید و با قید فوریت به اجرای احکام فرستاده و اجرا می‌شود.
روزنامه کیهان و خراسان در ابتدا پورشیرزاد را رهبر اعتراضات معرفی کردند ولی پس از اعتراض کمیسیون حقوق بشر سازمان ملل به این اعدام‌ها، کمال خرازی، نماینده وقت جمهوری اسلامی در سازمان ملل متحد، در نامه‌ای خطاب به این نهاد مدعی شد اعدام‌شده‌ها علیه خودشان اعتراف کرده و قتل و سرقت و تخریب اموال عمومی را پذیرفته‌اند.

## واکنش‌ها
سید علی خامنه‌ای، رهبر جمهوری اسلامی ایران، در تاریخ ۲۰ خرداد همان سال، افراد شورشی را جدا از مردم و «اراذل و اوباش»، «قشر رذل اوباش چاقوکش» و «اقلیت معدود» نامید که به دست «پس‌مانده استکبار»، «ضدانقلاب معدود، مخفی و نقابدار»، «تفاله‌ها و مغلوب‌شده‌ها و شکست‌خورده‌های جنگ بدر و حنین» تطمیع و هدایت شده‌اند و از دستگاه‌های انتظامی خواست «مثل علف هرزه، این‌ها را بکَنند و درو کنند و دور بیندازند.» نمایندگان دوره چهارم مجلس شورای اسلامی نیز در خرداد ۱۳۷۱ این شورش را «تحرکات ضدانقلاب در مشهد» خواندند و محکوم کردند.
طبق نوشته علی اکبر هاشمی رفسنجانی، خامنه‌ای دربارهٔ این اتفاق چند وزیر را احضار کرده و گزارش خواست. چند سال پس از حوادث مشهد سعید امامی معاون وقت وزیر اطلاعات از قول عبدالله جوادی آملی گفته بود که «آقای جوادی آملی یه نکته زیبایی رو به من فرمودند: شما اینو قبول دارید که دفاع از مسکن و محیط زیست حتی در حیوانات هم وجود دارد؟ کسی آمده یک پولی داده یه تکه زمینی را گرفته یک دفعه میبینه آمدن بالای سرش و زمین را خراب کنند. مطمئناً اعتراض خواهد کرد، یعنی بعضی از اعتراضات اعتراضاتی است که ما باید بپذیریم.»
روزنامه سلام دو هفته بعد از شورش مشهد در سرمقاله‌ای نوشت «مردم حق دارند بپرسند چرا حوادث لس‌آنجلس روزها تیتر اول روزنامه‌ها و صدا و سیما می‌شود، ولی وقایع اراک و مشهد و شیراز به سکوت برگزار می‌شود؟»